# Enrico Barbaranelli
Enrico Barbaranelli (24 de mayo de 1968) es un deportista italiano que compitió en remo. Ganó siete medallas en el Campeonato Mundial de Remo entre los años 1988 y 1995.

## Palmarés internacional
| Campeonato Mundial | Campeonato Mundial            | Campeonato Mundial | Campeonato Mundial      |
| Año                | Lugar                         | Medalla            | Prueba                  |
| ------------------ | ----------------------------- | ------------------ | ----------------------- |
| 1988               | Milán (Italia)                | Medalla de oro     | Ocho con timonel ligero |
| 1989               | Bled (Yugoslavia)             | Medalla de oro     | Ocho con timonel ligero |
| 1990               | Tasmania (Australia)          | Medalla de oro     | Ocho con timonel ligero |
| 1991               | Viena (Austria)               | Medalla de oro     | Ocho con timonel ligero |
| 1993               | Račice (República Checa)      | Medalla de bronce  | Ocho con timonel ligero |
| 1994               | Indianápolis (Estados Unidos) | Medalla de bronce  | Ocho con timonel ligero |
| 1995               | Tampere (Finlandia)           | Medalla de bronce  | Ocho con timonel ligero |